# Revista de Igualada
Revista de Igualada era una publicació que pretenia ser setmanal, editada a Igualada l'any 1887, però només en va sortir un número.

## Descripció i continguts
Portava el subtítol Periódico de intereses religiosos.
La redacció i l'administració eren al carrer de Santa Maria, núm. 5. S'imprimia als tallers de Nicolau Poncell.
L'únic número es va publicar amb data 10 d'abril de 1887. Tenia vuit pàgines i dues columnes. El format era de 44 x 32 cm.
Al periòdic hi deia que “Habiendo el “Semanario de Igualada” suspendido su publicación, para todo el tiempo que dicho periódico duerma el sueño del descanso la “Revista de Igualada” se encarga de las suscripciones”. Portava informació general, comentaris sobre religió i crítica de fets i costums perillosos per a “la moral y el bien público”. Era de tendència “católico-integrista”.
No consten els redactors perquè els article no anaven signats.